# 于常海
于常海（1954年—），男，中国神经生物学和分子生物学家。现任北京大学神经科学研究所副所长，教授，博士生导师。